# Araneus nidus
Araneus nidus är en spindelart som beskrevs av Yin och Gong 1996. Araneus nidus ingår i släktet Araneus och familjen hjulspindlar. Inga underarter finns listade i Catalogue of Life.